# Gaston Défossé
Pour les articles homonymes, voir Défossé.
Gaston Défossé (19 janvier 1908 à Gouzeaucourt - 3 février 2001 à Paris) est un banquier et économiste français.

## Biographie

### Jeunesse et formations
Après des études aux lycées Montaigne et Louis-le-Grand et à HEC Paris, il obtient son doctorat en droit à la Faculté de droit de Paris. 

### Parcours professionnel
Il devient directeur de la Société centrale des coopératives de France, de la Société de Contrôle des coopératives puis de la Société générale des coopératives de consommation. 
Défossé est nommé directeur central de la Banque nationale pour le commerce et l'industrie en 1963, puis directeur général de la Banque nationale de Paris.
Successivement professeur à l’ESSEC de 1951 à 1972, au Centre de perfectionnement dans l’Administration des affaires de la Chambre de commerce et d’industrie de Paris de 1954 à 1967 et à HEC Paris en 1965, il est nommé expert auprès de l’OCDE en 1966. 
Il est élu membre de l'Académie des sciences morales et politiques le 25 janvier 1988 en remplacement de Robert Marjolin.
Défossé était président du Conseil de Surveillance des Presses universitaires de France de 1975 à 1984, ainsi qu'administrateur de la Compagnie générale des établissements Michelin et de l’Immobilière Construction de Paris. Il était également membre de la Commission d’Études des Méthodes de Placement des Obligations, de la Commission des opérations de bourse et du Comité d’honneur de la Chambre nationale des conseillers financiers.
Gaston Défossé était président de l'Académie de Comptabilité, président d’honneur de l’Association des Sociétés et Fonds français d’Investissement et de la Société d’Investissement d’épargne valeur, vice-président de l’Association des anciens Élèves du Lycée Louis-le-Grand et membre de la Société d’Économie politique.

## Publications
- L'Organisation du contrôle dans les sociétés coopératives de consommation (1939)
- La place du consommateur dans l'économie dirigée (1941)
- La Comptabilité pour tous (1942)
- La Coopération de consommation (1942)
- Le Commerce intérieur (1944)
- La Gestion financière des entreprises, 2 volumes (1948)
- La Gestion Financiera de las Empresas (1962)
- La Bourse des valeurs et les opérations de Bourse (1959, 17 éditions)
- Les Obligations convertibles en actions (1965, 2e éd. 1970)
- Les valeurs mobilières (1971 ,2e éd. 1978)

## Sources
- Bertrand Collomb, Notice sur la vie et les travaux de Gaston Défossé, 2003
- Notices biographiques et bibliographiques. Membres titulaires, associés étrangers à la date du 1er janvier 1990…, Académie des sciences morales et politiques, Paris, 1990
- Jean Leclant (dir.), Le second siècle de l'Institut, 1895-1995, t. I, Paris, Institut de France, 1999
- État de l'Académie des Sciences morales et politiques au 1er janvier 2000. Notices biographiques et bibliographiques des membres titulaires, des membres associés étrangers et des correspodants, Paris, Académie des Sciences morales et politiques, 2000